# Set the Controls for the Heart of the Sun
Set the Controls for the Heart of the Sun ist ein Song der britischen Rockband Pink Floyd, der auf ihrem zweiten Album A Saucerful of Secrets im Jahr 1968 veröffentlicht wurde. Das Stück wurde von Roger Waters getextet und komponiert.

## Musik und Text
Die Musik des Stückes wird dominiert durch Paukenschläge und Gitarrenklänge. Set the Controls for the Heart of the Sun ist langsam und ruhig und enthält im Mittelteil eine ausgedehnte Passage, in der vor allem die Paukenschläge Nick Masons zu hören sind. 
Es ist das einzige Lied von Pink Floyd, in dem Syd Barrett, Roger Waters, David Gilmour, Richard Wright und Nick Mason gemeinsam auf einer Studio-Version zu hören sind. 
Der Text wurde von Dichtungen der chinesischen Tang-Dynastie inspiriert.

## Veröffentlichung und Live-Auftritt
Set the Controls for the Heart of the Sun wurde erstmals auf A Saucerful of Secrets 1968 veröffentlicht, eine Live-Version des Stücks erschien zudem 1969 auf Ummagumma. Eine weitere Live-Aufführung ist in dem Musikfilm Pink Floyd: Live at Pompeii von 1972 enthalten. Eine neue Studioversion findet sich auf Roger Waters’ Soloalbum In The Flesh. Daneben ist es auch auf Echoes: The Best of Pink Floyd (2001) zu finden.
Pink Floyd spielten Set the Controls for the Heart of the Sun regelmäßig live zwischen 1968 und 1973. Später fand es, nach seiner Trennung von der Band, im Solo-Tourprogramm von Roger Waters Verwendung. 2024 wurde das Stück bei der Set The Control Tour von Nick Mason's Saucerful Of Secrets live gespielt.
Es existieren Coverversionen unter anderem von Sun, Psychic TV, The House of Usher, 1349, Salem, Chris & Cosey, The Smashing Pumpkins, OSI, Tiamat, Vibravoid, Kylesa, The Ruins of Beverast und Deine Lakaien.

## Besetzung
- Roger Waters – Gesang, Bass
- Nick Mason – Schlagzeug (gespielt mit Paukenschlägeln)
- Richard Wright – Farfisa-Orgel, Vibraphon
- David Gilmour – Gitarre
- Syd Barrett – Gitarre